# Tryssogobius
A Tryssogobius a csontos halak (Osteichthyes) főosztályának a sugarasúszójú halak (Actinopterygii) osztályába, ezen belül a sügéralakúak (Perciformes) rendjébe, a gébfélék (Gobiidae) családjába és a Gobiinae alcsaládjába tartozó nem.

## Rendszerezés
A nembe az alábbi 7 faj tartozik:
- Tryssogobius colini Larson & Hoese, 2001 - típusfaj
- Tryssogobius flavolineatus Randall, 2006
- Tryssogobius longipes Larson & Hoese, 2001
- Tryssogobius nigrolineatus Randall, 2006
- Tryssogobius porosus Larson & Chen, 2007
- Tryssogobius sarah Allen & Erdmann, 2012
- Tryssogobius quinquespinus Randall, 2006